# Новая Бондюга
Новая Бондюга (ранее — Кокшан) — деревня в Граховском районе Удмуртии, на ручье Кокшанка.

## История
По итогам десятой ревизии в 1859 году в 28 дворах казённой деревни Бондюга Новая (Кокшан) при ручье Кокшанка проживало 243 жителя. В 1924 году деревня вошла в состав Новогорского сельсовета, а в 2004 году в Новогорское сельское поселение.

## Население
| 2010 | 2012 |
| ---- | ---- |
| 32   | ↗35  |